# Свети Йоан Кръстител (Слатино)
„Свети Йоан Кръстител“ или „Свети Йоан Бигорски“ (на македонска литературна норма: „Свети Јован Крстител“, „Свети Јован Бигорски“) е православен манастир в охридското село Слатино, Северна Македония, част от Охридското архиерейско наместничество на Дебърско-Кичевската епархия на Македонската православна църква – Охридска архиепископия.

## Местоположение
Манастирът е разположен на около 800 m западно от селото, на малко плато източно покрай бившето Слатинско езеро.

## История
Манастирската църква е изградена върху темелите на по-стара едноименна църква от стар манастирски комплекс. Народното предание го свързва с Бигорския манастир „Свети Йоан Кръстител“ край Дебър. Смята се, че манастирът е опожарен в XVII век.
След инициативата на емигранти Слатино и доброволното събиране на средства започва възстановяването на манастира. В 1980 година с помощта на изселници в Австралия са построени оградата, трапезарията и камбанарията.
На 26 май 2002 година митрополит Тимотей Дебърско-Кичевски осветява възобновения манастир. Фреските са изработени от Драган Ристески от Охрид.